# Prueba del yodo

Vista esquemática de una hélice de amilosa, con iones I_{3}^{−} embebidos.

La prueba del yodo es una reacción química usada para determinar la presencia o alteración de almidón u otros polisacáridos. Una solución de yodo - diyodo disuelto en una solución acuosa de yoduro de potasio - donde los iones I3- se sitúan dentro de la macromolécula de almidón cocido (estrictamente de la amilosa) produciendo un efecto óptico de color azul (con solución de Lugol diluída) pasando por púrpura profundo hasta llegar al negro en soluciones 
concentradas
Este tipo de prueba puede realizarse con cualquier producto que contenga almidón como ser patatas, pan o determinados frutos.
Esta reacción es el resultado de la formación de cadenas de poliyoduro a partir de la reacción del almidón con el yodo presente en la solución de un reactivo llamado Lugol. La amilosa, el componente del almidón de cadena lineal, forma hélices donde se juntan las moléculas de yodo, formando un color azul oscuro a negro. La amilopectina, el componente del almidón de cadena ramificada, forma hélices mucho más cortas, y las moléculas de yodo son incapaces de juntarse, obteniéndose un color entre naranja y amarillo. Al romperse o hidrolizarse el almidón en unidades más pequeñas de carbohidrato, el color azul-negro desaparece. En consecuencia, esta prueba puede determinar el final de una hidrólisis, cuando ya no hay cambio de color constituyendo una evidencia experimental ampliamente utilizada.
La solución de yodo también reacciona con el glucógeno, aunque el color producido es más castaño y mucho menos intenso.
Esta prueba se utiliza como indicador del grado de madurez de los frutos. El fruto cuando está inmaduro contiene altas cantidades de almidón, que son detectadas a través de la tinción con la prueba de almidón, apareciendo como grandes zonas en el fruto teñidas de azul. Mientras que cuando un fruto esta maduro, ese almidón se ha transformado en azúcares y por lo tanto no se tiñe en la prueba.
En la industria, la hidrólisis del almidón es ampliamente utilizada para producir glucosa a partir del almidón presente en la pulpa del fruto de banano verde.
El proceso consta de tres etapas:
1. Gelatinización:
Consiste en calentar los gránulos de almidón en agua y separar la amilosa de la amilopectina. (Lixiviación).
2. Dextrinización:
Luego de la gelatinización del almidón, se procede a obtener polisacáridos de bajo y alto peso molecular (maltodextrinas) aplicando una hidrolización parcial.
Las dextrinas también pueden experimentar cambio de coloración cuando reaccionan con una solución de yoduro de potasio.
La coloración obtenida va a depender del grado de hidrólisis de la molécula, (en este caso se trata de macromoléculas las cuales están conformadas por una cantidad importante de átomos en su estructura).
3. Sacarificación:
En esta etapa, se hidrolizan totalmente las maltodextrinas a glucosa, completándose el proceso.
En el procedimiento industrial anteriormente detallado, puede utilizase la prueba de yodo para realizar seguimiento de las reacciones de hidrólisis.
Cuando el almidón se degrada totalmente a glucosa, ya no se obtiene la coloración azul oscura que caracteriza a la reacción entre el almidón y la solución de yodo-yodurada.